# Alfred Kraus (Mediziner)
Alfred Kraus (geboren am 4. Juli 1934 in Mühldorf am Inn in Oberbayern; gestorben am 11. März 2022 in Heidelberg) war ein deutscher Neurologe, Psychotherapeut und Psychiater.

## Leben und Schaffen
Alfred Kraus studierte Medizin in München, Innsbruck und Heidelberg sowie Philosophie in Heidelberg. Er promovierte zum Thema Biographische, verhaltenstheoretische und psychologische Untersuchungen beim postenzephalitischen Parkinsonismus. Von 1965 bis 1975 arbeitete er als Wissenschaftlicher Assistent, nach der Habilitation im Jahr 1975 von 1980 bis zu seiner Emeritierung als Professor an der Universitätsklinik Heidelberg.
Er war Ehrenvorsitzender der Deutschen Gesellschaft für Phänomenologische Anthropologie, Psychiatrie und Psychotherapie e.V. (DGAP), Mitglied der Deutschen Gesellschaft für Psychiatrie, Psychotherapie und Nervenheilkunde (DGPPN), Mitherausgeber diverser Fachzeitschriften und Organisator von Tagungen, zuletzt im Jahr 2019 an der Universität Heidelberg zum Thema Mensch und Roboter, Leiblichkeit und Maschine. Neue Interaktionsformen.
Forschungsaufenthalte und Vortragsreisen führten ihn nach Japan, in die USA, nach England und Wales, Frankreich, Argentinien, Brasilien, Chile, Polen, Italien, Portugal, Spanien, Jugoslawien, Rumänien, Georgien und Russland.
Alfred Kraus befasste sich mit phänomenologisch-anthropologischen und rollentheoretischen Ansätzen zur Erklärung, Diagnostik und Klassifikation psychiatrischer Krankheitsbilder. Er verfasste Arbeiten zur Psychopathologie der manisch-depressiven Krankheit, Schizophrenie, Parkinsonismus, Transvestitismus, Intersexualismus, Zwangssyndrom, Angststörungen, zudem Grundlagen der Diagnostik und Klassifikation in der Psychiatrie und er stellte vergleichende empirische Studien zur Depression in verschiedenen Ländern an. Bedeutsam für seine wissenschaftliche Arbeit ist die Auseinandersetzung vornehmlich mit der Daseinsanalyse Ludwig Binswangers, mit dem existentialistischen Ansatz Jean-Paul Sartres und mit der phänomenologischen Psychologie von Erwin Strauss.
Alfred Kraus setzte sich mit den Weiterentwicklungen der Melancholielehre von Hubertus Tellenbach an der Heidelberger Psychiatrischen Klinik der Universität eingehend auseinander. Er griff den Ansatz in zahlreichen Schriften, auch monografisch unter dem Titel „Sozialverhalten und Psychose Manisch-Depressiver“ auf und entwickelte diesen identitätstheoretisch und rollentheoretisch weiter. Das Thema des Leibes und der Leiblichkeit als ein grundlegender anthropologischer Zugang zum Menschen und zum Pathos des leidenden Menschen, damit auch zur Therapie, hat ihn als Kliniker wissenschaftlich herausgefordert. Inspiriert durch die Anthropologie der Leiblichkeit entwickelte er hier in Austausch mit Wolfgang Blankenburg seine ethische Positionierung im Kontext von Entsprechen und Verantworten (1978b). Diese Begrifflichkeiten bilden, so zeigte Alfred Kraus, die Grundlage für einen Prozess ganzheitlicher Wertentdeckung und damit einer Überwindung eines einseitigen Objektivismus und des Wiedergewinns einer ergänzenden Subjektorientierung (1980a, 2014).
Die interdisziplinäre Arbeit von Alfred Kraus ist dokumentiert und hat Niederschlag gefunden in zahlreichen öffentlichen Veranstaltungen an der Psychiatrischen Klinik der Universität Heidelberg und dem über mehrere Jahrzehnte durchgeführten Seminar „Anthropologische und ethischen Grundlagen der Medizin, Psychiatrie, Psychotherapie“ (zusammen mit Hermes Andreas Kick, Wolfram Schmitt, Heinz Scheurer, s. Vorlesungsverzeichnis Universität Heidelberg). Eine umfassende Übersicht über das interdisziplinäre Engagement und die Lehrtätigkeit von Alfred Kraus gibt der ihm zum 80sten Geburtstag gewidmete Band „Leib und Leiblichkeit als Krisenfeld in Psychopathologie, Philosophie, Theologie und Kunst“ (herausgegeben von Hermes Andreas Kick und Wolfram Schmitt, Berlin 2015). In seinem publizistischen Werk hat Alfred Kraus die Aufsplitterung der Psychiatrie in ein beziehungsloses Nebeneinander biologischer, psychologischer und soziologischer Partialwissenschaften kritisiert. Methodische Grundidee blieb für Alfred Kraus hierbei stets die gegenseitige Inspiration von empirischer Forschung, philosophischer Orientierung und ganzheitlicher Erweiterung.
Alfred Kraus war seit 1966 verheiratet und hat zwei Töchter, Kitty Kraus, eine vom Minimalismus beeinflusste bildende Künstlerin, und die Erziehungswissenschaftlerin und Kunstpädagogin Anja Kraus.

## Preise
- 1975 Julius-Redel-Preis der Universität Heidelberg (Habilitationspreis der medizinischen Fakultät)
- 1987 Dr. Margrit-Egner-Preis (Universität Zürich)

## Schriften (Auswahl)
- Sozialverhalten und Psychose Manisch-Depressiver. Eine existenz- und rollenanalytische Untersuchung. Enke, Stuttgart 1977.[5]
- als Hrsg.: Leib, Geist, Geschichte. Brennpunkte anthropologischer Psychiatrie. (= Festschrift zum 60. Geburtstag von Hubertus Tellenbach). Hüthig, Heidelberg 1978, ISBN 3-7785-0481-9.
- Sozialverhalten und Psychosenauslösung bei Manisch-Depressiven. In: Z. f. Klin. Psych. Psychother. Band 26, 1978, S. 149–160.
- Bedeutung und Rezeption der Rollentheorie in der Psychiatrie. In: Uwe Henrik Peters (Hrsg.): Die Psychologie des 20. Jahrhunderts. Bd. 10: Ergebnisse für die Medizin (2). Kindler Verlag, Zürich 1980, ISBN 3-463-24010-6, S. 125–148.
- Psychopathologie und Klinik der Manisch-Depressiven Psychosen. In: Die Psychologie des 20. Jahrhunderts. Bd. 10: Ergebnisse für die Medizin (2). Kindler Verlag, Zürich 1980, ISBN 3-463-24010-6, S. 437–464.
- Rollendynamische Aspekte bei Manisch-Depressiven. In: K. P. Kisker, H. Lauter, J.-E. Meyer, C. Müller, E. Strömgren (Hrsg.): Psychiatrie der Gegenwart. Bd. 5: Affektive Psychosen. Springer-Verlag, Berlin/Heidelberg 1987, ISBN 3-540-17420-6, S. 403–423.
- mit Christoph Mundt (Hrsg.): Schizophrenie und Sprache. Thieme, Stuttgart 1991, ISBN 3-13-758001-3.
- mit Christoph Mundt, Peter Fiedler und Hermann Lang (Hrsg.): Depressionskonzepte heute: Psychopathologie oder Pathopsychologie. Springer, Berlin/Heidelberg  1991, ISBN 3-540-53513-6.
- Identitätstherapie Melancholischer. In: Chr. Mundt, M. Linden, W. Barnett (Hrsg.): Psychotherapie in der Psychiatrie. Springer Medizin Verlag Wien. New York 1997, ISBN 3-211-82980-6, S. 111–115.
- Antinomische Struktur des Daseins und „Gehäuse“ im Sinne von Karl Jaspers mit Hinblick auf Melancholie und Manie. In: D. von Engelhardt, H. A. Kick (Hrsg.): Lebenslinien – Lebensziele – Lebenskunst. Festschrift zum 75. Geburtstag von Wolfram Schmitt. LIT Verlag, Berlin 2014, ISBN 978-3-643-12167-7, S. 117–133.